# Towaoc
Towaoc is een plaats (census-designated place) in de Amerikaanse staat Colorado, en valt bestuurlijk gezien onder Montezuma County.

## Demografie
Bij de volkstelling in 2000 werd het aantal inwoners vastgesteld op 1097.

## Geografie
Volgens het United States Census Bureau beslaat de plaats een oppervlakte van
9,0 km², geheel bestaande uit land. Towaoc ligt op ongeveer 1802 m boven zeeniveau.

## Plaatsen in de nabije omgeving
De onderstaande figuur toont nabijgelegen plaatsen in een straal van 48 km rond Towaoc.